# Draco palawanensis
Draco palawanensis là một loài thằn lằn trong họ Agamidae. Loài này được Mcguire & Alcala mô tả khoa học đầu tiên năm 2000.